# German Olympians: Gemeinschaft deutscher Olympiateilnehmer
Die German Olympians: Gemeinschaft deutscher Olympiateilnehmer e. V. (kurz GdO) wurde am 25. Juni 1971 von Hans Fritsch als deutsche Sektion von  Olympians International gegründet, in der er Vizepräsident war.
Der Verein mit Sitz in Frankfurt am Main ist nach eigenen Angaben politisch und weltanschaulich neutral. Sie bekennt sich zu Fairness, dopingfreiem Sport und hält zudem das Andenken verstorbener Teilnehmer an Olympischen und Paralympischen Spielen in Ehren. Hierzu treffen sie sich (wenigstens) einmal jährlich und nehmen zu sportpolitischen Themen Stellung. Mitglieder sind nicht nur ehemalige Olympiateilnehmerinnen und -teilnehmer aus allen deutschen Mannschaften der Olympischen und Paralympischen Spiele, sondern auch ausgewählte Persönlichkeiten, die sich um die Förderung des olympischen Gedankens besonders verdient gemacht haben. So wurde Olympians International (heute World Olympians Association Lausanne) jahrelang von Sir Edgar Stephen Tanner (Präsident des Organisationskomitees der Olympischen Sommerspiele 1956 in Melbourne) geführt.
Präsident seit 2018 ist Karlheinz Smieszek.